# Д-38
Д-38 — радянський дослідний легкий колісно-гусеничний танк міжвоєнного періоду, розроблений Миколою Івановичем Диренковим. Був побудований в єдиному екземплярі.

## Історія
В 1931 року на озброєння РСЧА надійшли колісно-гусеничні танки БТ-2, оснащені лише кулеметним озброєнням. Башта передбачала установку 20-мм або 37-мм гармати, снаряди якої могли руйнувати легкі укріплення та пробивати броню слабозахищених танків та машин. З метою посилення вогневої потужності інженер М. І. Диренков почав розробку нової моделі танка. Один з варіантів модернізації БТ-2, створений за допомогою провідного інженера М.Гуленко, отримав назву Д-38. У січні 1932 року з'явився перший дослідний екземпляр цього танка.

## Опис
Корпус був доопрацьований для установки башти двох типів: зварної (з плоских броньових листів) та куполоподібної (штампованої). Гусениці для ходової частини були запозичені від танка Christy M1930, який проходив випробування в СРСР. Незабаром була спроєктована спеціальна башта, куди можна було встановити гармату «Гарфорд» калібру 76,2 мм (вона ставилася на гарматні бронеавтомобілі періоду ПСВ), проте після декількох консультацій гармату вирішили замінити на більш сучасну ПС-3 без бронювання (так позначалася 76-мм полкова гармата). Гармата ставилася в цапфах на станині, привареної до башти, що давало кут піднесення до 25 °. Підйомний механізм зберегли від полкової гармати, а для ведення прицільної стрільби використовували телескопічний танковий приціл зразка 1930 року, встановлюваний поруч із гарматою в спеціальному вирізі в броні. Для боротьби з живою силою супротивника праворуч від гармати розташували кулемет ДТ. Боєкомплект танка складався з 50 пострілів до гармати і 2700 патронів до кулемета.

## Випробування та підсумки
Випробування полягали у перевірці башти і гармати ПС-3 на танку БТ-2. 25 березня 1932 пройшли бойові випробування стрільби. 41 постріл був зроблений при закріпленому напрямку башти, ще 9 при незакріпленій башті. За підсумками випробування установку гармати на БТ визнали можливою, однак конструктивні особливості танка Д-38 призвели до того, що від нього відмовилися. Тільки 1936 року ідею Диренкова здійснили, прийнявши на озброєння танк БТ-7А.